# Sorbus arranensis
Sorbus arranensis är en rosväxtart som beskrevs av Johan Teodor Hedlund. Sorbus arranensis ingår i släktet oxlar och familjen rosväxter. Inga underarter finns listade i Catalogue of Life.
Denna växt förekommer endemisk i norra delen av Isle of Arran i Skottland. Arten växer i kulliga områden mellan 10 och 230 meter över havet. För att utöka populationen blev flera exemplar planterad i andra delar av ön. Sorbus arranensis kan vara utformad som träd eller buske. När frukterna mognar beror på höjdläge och tillgång till solsken. Artens fröspridning sker främst med hjälp av fåglar som rödvingetrast och björktrast.
När den kringliggande växtligheten minskar är Sorbus arranensis mer utsatt för starka vindar och betande djur. Växten skadas även av för mycket snö och artens frön skadas av nattfjärilarnas larver. IUCN kategoriserar arten globalt som starkt hotad.

## Bildgalleri

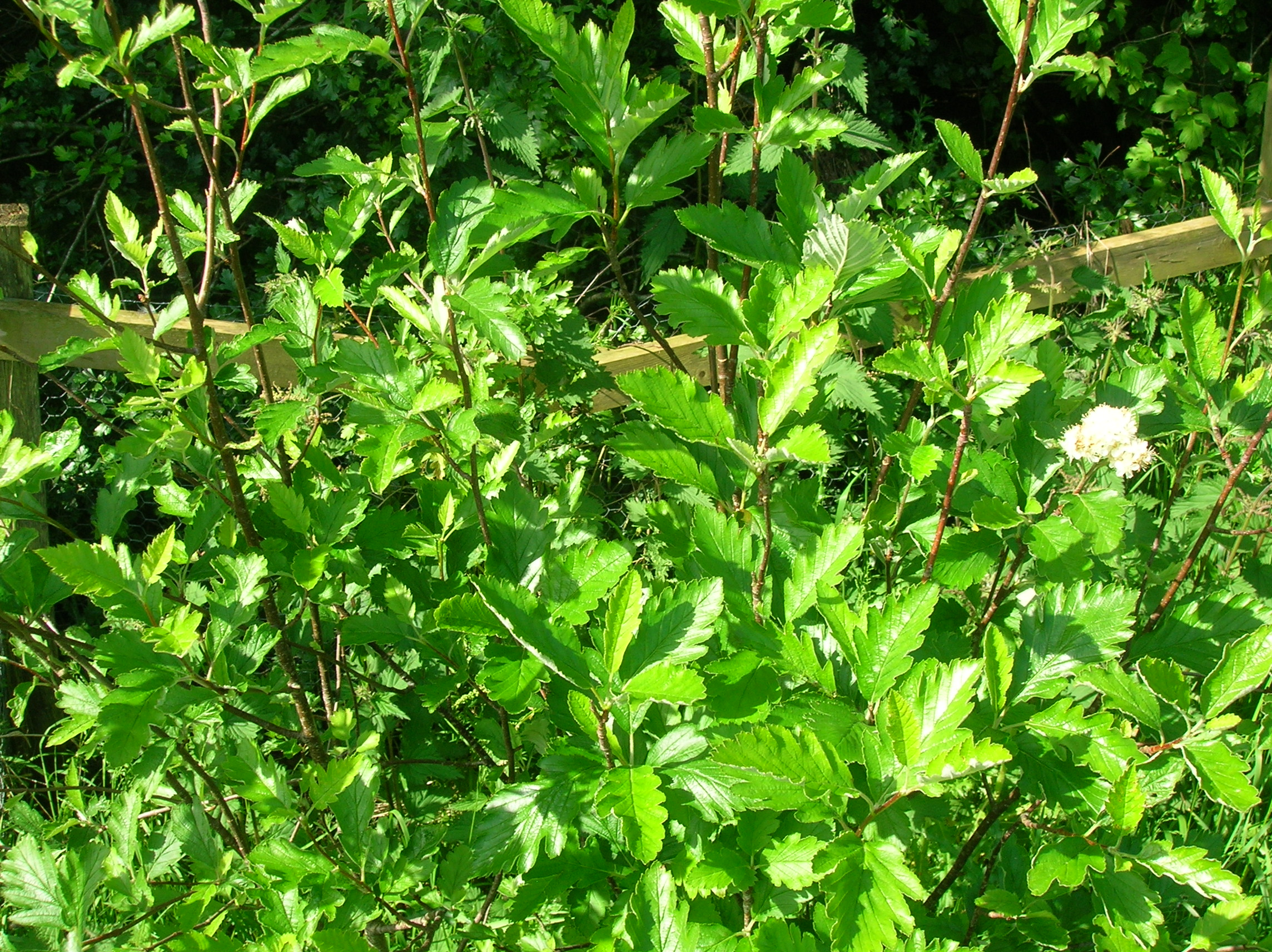